# Metehan Akyel
Metehan Akyel (İzmit, 9 luglio 1996) è un cestista turco.

## Palmarès
- Coppa di Turchia: 1

Bandırma Banvit: 2017